# Tisma
Tisma es un municipio del departamento de Masaya en la República de Nicaragua.

## Geografía
El municipio de Tisma limita al norte con el municipio de Tipitapa, al sur y oeste con el municipio de Masaya y al este con el municipio de Granada. La cabecera municipal está ubicada a 36 kilómetros de la capital de Managua.

## Historia
Sus primeros pobladores se asentaron por el año 1698; por el año de 1705 estos pobladores deciden ponerle un nombre al lugar donde residían y llegar a un acuerdo de ponerle "San Fruto", esto por la gran cantidad y variedad de frutas en el lugar.
En el año de 1795 este pueblo fue punto de discusión entre los departamentos de Masaya y Granada ya que ambos se disputaban el territorio para poseerlo como municipio. Ante esto el pueblo fue visitado por unos religiosos misioneros, quienes bautizaron el pueblo con el nombre de "Tismayán", el cual de acuerdo a la toponimia indígena de origen náhuatl significa "lugar donde uno se llena de tiza". En el año de 1800 el pueblo era ya conocido con el nombre de Tisma. El día 10 de marzo de 1883 de acuerdo a Ley Legislativa es elevado a municipio del departamento de Masaya.

## Demografía
Tisma tiene una población actual de 12,453 habitantes. De la población total, el 50.5% son hombres y el 49.5% son mujeres. Casi el 38.4% de la población vive en la zona urbana.

## Naturaleza y clima
El municipio tiene un clima que se caracteriza como clima tropical de sabana, La precipitación promedio anual es de 1361,3 milímetros. El período lluvioso va de mayo a octubre. La estación seca se extiende desde noviembre hasta abril; siendo los meses más calurosos febrero y marzo. En los meses de la estación seca, la precipitación mensual es prácticamente nula. Los meses de mayores lluvias son septiembre y octubre.
La temperatura promedio anual es de 26.6 °C, con una variabilidad de solo 3 °C a lo largo del año. Los meses más calurosos se extienden de febrero a junio, a partir de cual comienza a descender levemente la temperatura, alcanzando sus mínimos en diciembre y enero. Las temperaturas máximas ocurren en abril y mayo.
En Tisma se encuentra ubicada el área protegida Refugio de Vida Silvestre y Sitio Ramsar Sistema Lagunar de Tisma designado como tal por su alta riqueza de biodiversidad faunística y por ser un sitio importante para la migración de aves, albergando más del 1% de población mundial de zarcetas (Anas discros) durante su proceso de migración, otro elemento importante del humedal es el proceso al que se ve influenciado por los cambios cíclicos en el espejo de agua. 
El Humedal alberga 205 especies de aves de las cuales el 34% son migratorias de invierno, es el límite de distribución del zanatillo nicaragüense (Quiscalus nicaraguensis) única especie endémica de ave para Nicaragua.

## Localidades
Además de la correspondiente cabecera municipal conformada por 7 repartos y 3 zonas urbanas; existen 11 comunidades ubicadas en las zonas sur y norte.
Al sur, Montañita N.º 1, Montañita N.º 2, Las Cortezas, El Palenque, Los Veinticuatro y La Piedra. En la zona norte, San Jerónimo, San Ramón, Santa Cruz, El Riito y El Cielo. Finalmente, la zona central está dividido en 2 principales bloques, "Tismita" al sur conformado por los barrios Noel Morales, Asentamiento Camilo Ortega, Anexo Camilo Ortega y Reparto Primero de Mayo.
Al norte se encuentra "Tisma grande" que está estructurado por los barrios,30 de Mayo, Reparto Pedro Aguirre Flores (barrio conocido popularmente como reparto Chamorro) y reparto Alejandro Martínez (conocido como El Nancite).
El centro urbano esta, conformado por zona central sur que inicia en la Escuela Bemjamin Zeledon sur y finaliza en la calle del centro de salud, la zona central inicia en la calle del centro de salud y finaliza en la calle del cementerio; la zona central norte inicia en la calle del cementerio y finaliza en la calle de la western unión( molino San José).
fuente: Alcaldía Municipal Tisma

## Economía
Tisma es un municipio en donde se desarrollan diferentes actividades económicas, por ejemplo, de subsistencia como la pesca artesanal, frutales y agricultura a pequeña escala, por otro lado se desarrollan actividades intensivas de producción como plantaciones de cacao, plátano, limón criollo, caña de azúcar, sorgo, maíz, maní, ganadería y producción de hortalizas,  La mayor parte de terrenos son utilizados para la agricultura por propietarios privados con grandes dimensiones de terrenos, cooperativas y pequeñas parcelas. Un número importante de la población trabaja en las zonas francas textiles.
Actualmente, el municipio no cuenta con diversificación de servicios financieros. Solamente existen agencias de bancos como Banpro y BAC, los cuales prestan servicios limitados. Al no existir Cajeros Automáticos (ATM por sus siglas en inglés) o sucursales bancarias, la población debe trasladarse a la cabecera departamental para realizar las distintas gestiones, como cambio de cheques, depósitos a cuentas, retiro de efectivo, entre otros.

## Cultura
Las fiestas celebradas en mayo, en honor de la Santa Cruz, tiene una duración de un mes, iniciándose a fines del mes de abril con el tradicional tope de toros seguido de las corridas de toros en la barrera que se instala. Las Fiestas celebradas en agosto se celebran en honor a Nuestra Señora de la Asunción, duran todo el mes de agosto.